# Comunità montana Vallo di Lauro e Baianese

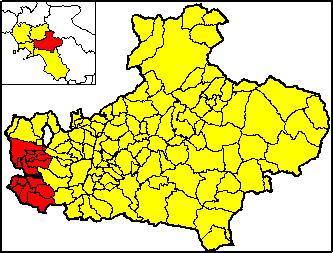
Mappa dei comuni della Comunità Montana Vallo di Lauro e Baianese

La Comunità montana Vallo di Lauro e Baianese è stata una comunità montana della provincia di Avellino situata tra quest'ultima e il nolano.
I due territori che la costituivano, il Vallo di Lauro e il Baianese, non sono contigui, perché tra loro vi è il comune di Visciano, che fa parte della città metropolitana di Napoli. La sede dell'ente era a Quadrelle.
La comunità comprendeva 13 comuni, 7 del Vallo di Lauro e 6 del Baianese. I centri del Vallo di Lauro erano:
- Domicella;
- Lauro;
- Marzano di Nola;
- Moschiano;
- Pago del Vallo di Lauro;
- Quindici;
- Taurano.

I comuni del Baianese erano invece:
- Avella;
- Baiano;
- Mugnano del Cardinale;
- Quadrelle;
- Sirignano;
- Sperone.

## Ridimensionamento della Comunità montana
A causa della dissennata proliferazione delle comunità montane (alcune poste sul livello del mare) con la finanziaria del 2007, il governo Prodi ha ridimensionato l'entità di tali organismi nella legge finanziaria e la Comunità montana Vallo di Lauro e Baianese è stata accorpata a quella del Partenio, dando vita alla Comunità montana Partenio - Vallo di Lauro. 
Secondo le nuove norme i comuni il cui territorio sia per più del 50% in pianura o che degradi verso il mare non possono far parte di comunità montane. Di conseguenza sono stati esclusi i comuni di Sperone nel Baianese e di Domicella, Marzano di Nola e Pago del Vallo di Lauro nel Vallo di Lauro, che non sono entrati a far parte del nuovo ente.